# خشم الهی (فیلم ۲۰۱۹)
خشم الهی (به کره‌ای: 사자) (به انگلیسی: The Divine Fury) فیلمی در ژانر اکشن و ترسناک به نویسندگی و کارگردانی کیم جو-هوان محصول سال ۲۰۱۹ کره جنوبی است. در این فیلم پارک سئو-جون، آن سونگ کی و وو دو هوان به ایفای نقش پرداخته‌اند. این فیلم در تاریخ ۳۱ ژوئیه ۲۰۱۹ منتشر شد.